# La Révolution introuvable
La Révolution introuvable. Réflexions sur les événements de mai est un livre du sociologue français Raymond Aron paru en 1968.
Dans cet ouvrage, Raymond Aron considère que la révolution de mai 1968 a été « à la fois anachronique et futuriste ».

## Réception
Ce livre, écrit « à chaud » lors des évènements de mai 1968, est resté dans les mémoires a été mal compris lors de sa publication.